# Henriëtte de Beaufort-prijs
De Henriëtte de Beaufort-prijs is een driejaarlijkse prijs die in 1985 is ingesteld door de Maatschappij der Nederlandse Letterkunde. De prijs wordt betaald uit een legaat van Henriëtte Laman Trip-de Beaufort (1890-1982). Voor bekroning komt in aanmerking een literair-historische biografie of autobiografie. De prijs wordt afwisselend toegekend aan een Nederlands en een Vlaams auteur. 

## Prijswinnaars
- 2025 - Bart Moeyaert: Een ander leven (over zijn moeder, Parijs en zichzelf)
- 2022 - Mirjam van Hengel: Een knipperend ogenblik, Portret van Remco Campert
- 2019 - Sophie De Schaepdrijver: Gabrielle Petit. Dood en leven van een Belgische spionne tijdens de Eerste Wereldoorlog.
- 2016 - Elisabeth Lockhorn: Andreas Burnier, metselaar van de wereld.
- 2013 - Gita Deneckere: Leopold I. De eerste koning van Europa 1790-1865.
- 2010 - Henk Nellen: Hugo de Groot. Een leven in strijd om de vrede, 1583-1645, een biografie van Hugo de Groot
- 2007 - Christine D'Haen: Uitgespaard zelfportret, een autobiografie
- 2004 - Léon Hanssen: de tweedelige biografie van Menno ter Braak: Want alle verlies is winst (1902-1930) en Sterven als een polemist (1930-1940)
- 2001 - Joris van Parys: Masereel. Een biografie over Frans Masereel
- 1998 - Hans Goedkoop: Geluk; Het leven van Herman Heijermans over Herman Heijermans
- 1995 - Hedwig Speliers: Dag Streuvels: 'ik ken den weg alleen' over Stijn Streuvels
- 1992 - Hélène Nolthenius: Een man uit het dal van Spoleto over Franciscus van Assisi
- 1989 - Christine D'Haen: De wonde in 't hert over Guido Gezelle
- 1986 - Hans Werkman: De wereld van Willem de Mérode over Willem de Mérode